# Titularerzbistum Amorium
Amorium (italienisch: Amorio) ist ein Titularerzbistum der römisch-katholischen Kirche.
Es geht zurück auf einen untergegangenen Bischofssitz in der byzantinischen Stadt Amorion in der kleinasiatischen Landschaft Phrygien (heute westliche Türkei). Der Bischofssitz war der Kirchenprovinz Synnada in Phrygia zugeordnet. Seit 1929 ist Amorium Titularerzbistum.
| Titular(erz)bischöfe von Amorium |                                   |                                                                                           |                    |                    |
| Nr.                              | Name                              | Amt                                                                                       | von                | bis                |
| 1                                | Francis Petre                     | Apostolischer Koadjutorvikar, Apostolischer Vikar von Northern District (Großbritannien)  | 27. Juli 1750      | 24. Dezember 1775  |
| 2                                | Crescentius Maria Grippi          |                                                                                           | 19. Dezember 1785  |                    |
| 3                                | Károly Rajner                     | Weihbischof in Eger (Ungarn)                                                              | 17. April 1840     | 1846               |
| 4                                | Johannes Baptist Swinkels CSsR    | Apostolischer Vikar von Niederländisch-Guyana - Suriname (Antillen)                       | 12. September 1865 | 15. September 1875 |
| 5                                | Maximino Velasco OP               | Apostolischer Koadjutorvikar, Apostolischer Vikar von Nord-Tonking (Vietnam)              | 28. Juli 1889      | 9. Juli 1925       |
| 6                                | Manuel Medina Olmos               | Weihbischof in Granada (Spanien)                                                          | 14. Dezember 1925  | 2. Oktober 1928    |
| 7                                | Richard Michael Joseph O’Brien    | Koadjutorerzbischof von Kingston (Kanada)                                                 | 17. Mai 1929       | 23. Februar 1938   |
| 8                                | Hugh McSherry                     | emeritierter Apostolischer Vikar von Kap der Guten Hoffnung, Eastern District (Südafrika) | 15. Dezember 1938  | 19. April 1940     |
| 9                                | Joseph Charbonneau                | Koadjutorerzbischof von Montréal (Kanada)                                                 | 21. Mai 1940       | 31. August 1940    |
| 10                               | Jean-Baptiste-Alix Chambon MEP    | emeritierter Erzbischof von Yokohama (Japan)                                              | 12. November 1940  | 8. September 1948  |
| 11                               | Michele Godlewski                 | emeritierter Weihbischof in Luzk (Ukrainische Sozialistische Sowjetrepublik)              | 14. Januar 1949    | 20. Mai 1956       |
| 12                               | Ambrogio Squintani                | emeritierter Bischof von Ascoli Piceno (Italien)                                          | 17. Dezember 1956  | 8. August 1960     |
| 13                               | Pietro Capizzi                    | emeritierter Bischof von Caltagirone (Italien)                                            | 11. November 1960  | 7. Juli 1961       |
| 14                               | Giovanni C. Luigi Marinoni OFMCap | emeritierter Apostolischer Vikar von Asmara (Abessinien)                                  | 12. August 1961    | 5. August 1970     |